# Jen Wheeler
Jen Wheeler war ein britischer Autorennfahrer. 

## Karriere als Rennfahrer
Jen Wheeler war 1934 der Teampartner von John Cecil Noël beim 24-Stunden-Rennen von Le Mans. Das Duo fuhr einen von Noël gemeldeten Aston Martin 1½ Le Mans und erreichte den elften Gesamtrang.

## Statistik

### Le-Mans-Ergebnisse
| Jahr | Team            | Fahrzeug                | Teamkollege     | Platzierung | Ausfallgrund |
| ---- | --------------- | ----------------------- | --------------- | ----------- | ------------ |
| 1934 | John Cecil Noël | Aston Martin 1½ Le Mans | John Cecil Noël | Rang 11     |              |